# Félix Fournery
 (septembre 2019).
Félix Fournery, né à Paris le 13 mai 1865 et mort à Montagnac-la-Crempse le 2 février 1938, est un peintre, dessinateur, illustrateur de mode et homme du monde français.
Artiste reconnu en son temps, il a notamment marqué les collections de mode de la Belle Époque et de l'Entre-deux-guerres et a incarné les évolutions picturales les plus tardives des styles post-impressionniste et symboliste.

## Biographie

### Enfance et famille
Félix Fournery naît de Louise Marie Davin, la fille unique d'un écrivain, Félix Davin, mort en 1846, avant quarante ans, tout comme sa femme. Sa mère est mise au couvent, d'où elle est sortie par son tuteur pour être mariée à Edmond Fournery. Félix a un frère, Georges, devenu général de l'Armée française.
Durant la Guerre de 1870, Félix Fournery et les siens se réfugient à Villerville où sa mère avait une petite maison de pêcheur. Son enfance est marquée par ces allers-retours entre Paris et Villerville.

### Formation, carrière et activités
Félix Fournery rentre à l'École des beaux-arts de Paris en 1893, et en même temps dans l'atelier de Jules Lefebvre. En 1887, il devient membre de la Société des artistes français,.
De 1877 à 1920, sa carrière de peintre est lancée grâce à plusieurs expositions. Il est alors particulièrement inspiré par Paris et la Normandie, où il possède par sa mère une maison de pêcheur à Villerville. La côte normande de sa jeunesse est le creuset de son œuvre. Après une croisière à bord de l'Ile de France, paquebot de la Compagnie générale transatlantique parti du Havre, dont il illustre le catalogue-souvenir, pour le Spitzberg et la Norvège en 1905,,, il réalise deux expositions en 1906 sous le titre Études et impressions : l'une au palais des Beaux-Arts de Monte-Carlo et l'autre au Grand Palais à Paris. Ses huiles et pastels réalisés lors de ce voyage pour le Grand Nord y sont très remarquées. Cette période est marquée par une approche et symboliste et post-impressionniste. Par ailleurs, il sillonne et peint les côtes françaises, l'île de Noirmoutier à titre d'exemple, grâce à son bateau, La Jeanette,. En 1914, désigné comme gestionnaire de l'hôpital complémentaire du Val-de-Grâce, villa Molière à Auteuil, dans la villa Montmorency,, où il s'installe avec son atelier au 20, avenue des Tilleuls, où un incendie détruisit des tableaux en 1916.
Au même moment, il devient dessinateur de mode, marquant de son pinceau et de sa plume les collections de la Belle Époque. Dessinateur d'élégantes et « commentateur mondain » de la mode, cette partie de son œuvre le rapproche de Helleu par ses sujets comme sa manière. Il dessine alors aussi des costumes et des décors de théâtre. Ainsi devient-il le directeur artistique de la Revue des élégances féminines de Buenos-Aires à Paris. Il mène avec sa femme Cécile, grâce à son talent de chanteuse, une vie mondaine active pendant l'entre-deux-guerres. Il se fait ainsi de solides amitiés parmi les hommes de Lettres, notamment auprès de Paul Bourget, Henri Duvernois, Miguel Zamacoïs ou Eugène Brieux,,.
Sur un autre plan, Félix Fournery est des membres fondateurs et un installateur du musée national de la Voiture et du Tourisme du palais de Compiègne. Il en reconstitue notamment la salle d'auberge, d'époque 1800,.
En 1934, il se retire dans le Périgord auprès de sa fille, dans le domaine de sa belle-famille, Les Pâques, à Montagnac-la-Crempse ; domaine qu'il contribue à rénover. Séduit par les ciels et couleurs de la région, il y installe son atelier, rénovant pour cela La Cleyde, une vieille ferme des alentours et meurt en 1938.

## Félix Fournery et la littérature
Fournery a illustré le livre de Louis Germont, Loges d'artistes paru en 1889.
Félix Fournery est cité, non sans ironie, chez Colette, dans La Retraite sentimentale : « Je bus à Marthe Payet et à son mari, lui toujours premier-à-lasoie, elle éclatante et rousse, les cheveux en ondes larges sous un chapeau agressif, l’air d’un Helleu copié par Fournery… », « Marthe vient vers nous. De loin, c’est toujours un Helleu. De près, la collaboration d’un Fournery inférieur s’accuse… ».

## Distinctions
Félix Fournery est chevalier de la Légion d'honneur, chevalier de la Couronne d'Italie, chevalier de la Couronne de Roumanie, promu officier de l'instruction publique et se voit décerner la médaille de la Reconnaissance française.
- Chevalier de la Légion d'honneur
- Chevalier de l'ordre de la Couronne d'Italie
- Officier de l'Instruction publique
- Médaille de la Reconnaissance française

## Postérité
En 1993, le comte Pierre des Salles, descendant de Félix Fournery, organise une exposition à la mairie du 16e arrondissement de Paris afin de relancer la mémoire de son aïeul. Poursuivant cet objectif, une autre descendante de Fournery, Caroline Riggs-Delagrange, organise en 2016 avec le soutien de la mairie de Honfleur une exposition Félix Fournery aux Greniers à sel de Honfleur.
L'œuvre de Fournery continue d'être cotée sur le marché de l'art.

## Galerie

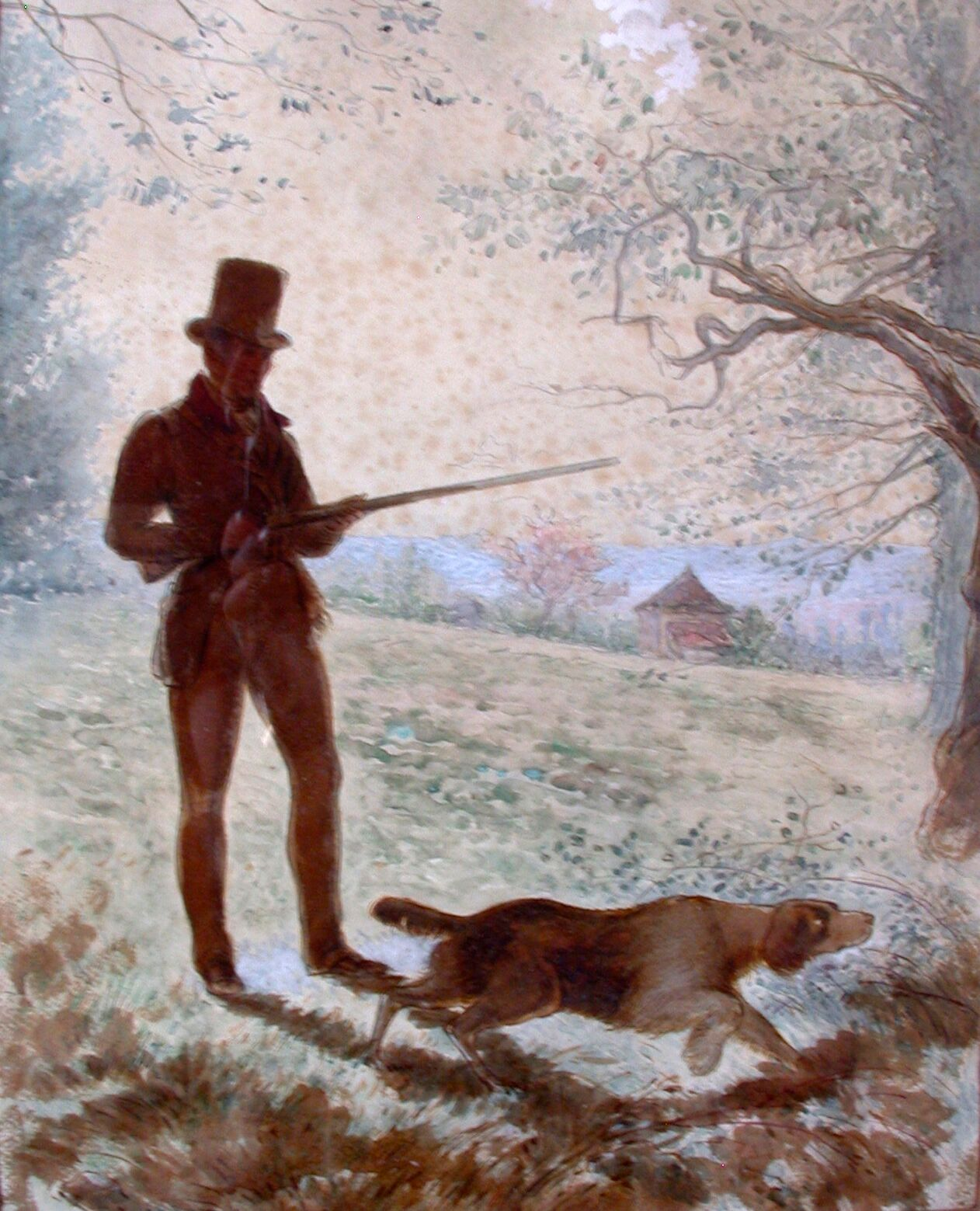
Chasse (1931), huile sur toile, collection privée, attribué à Félix Fournery.
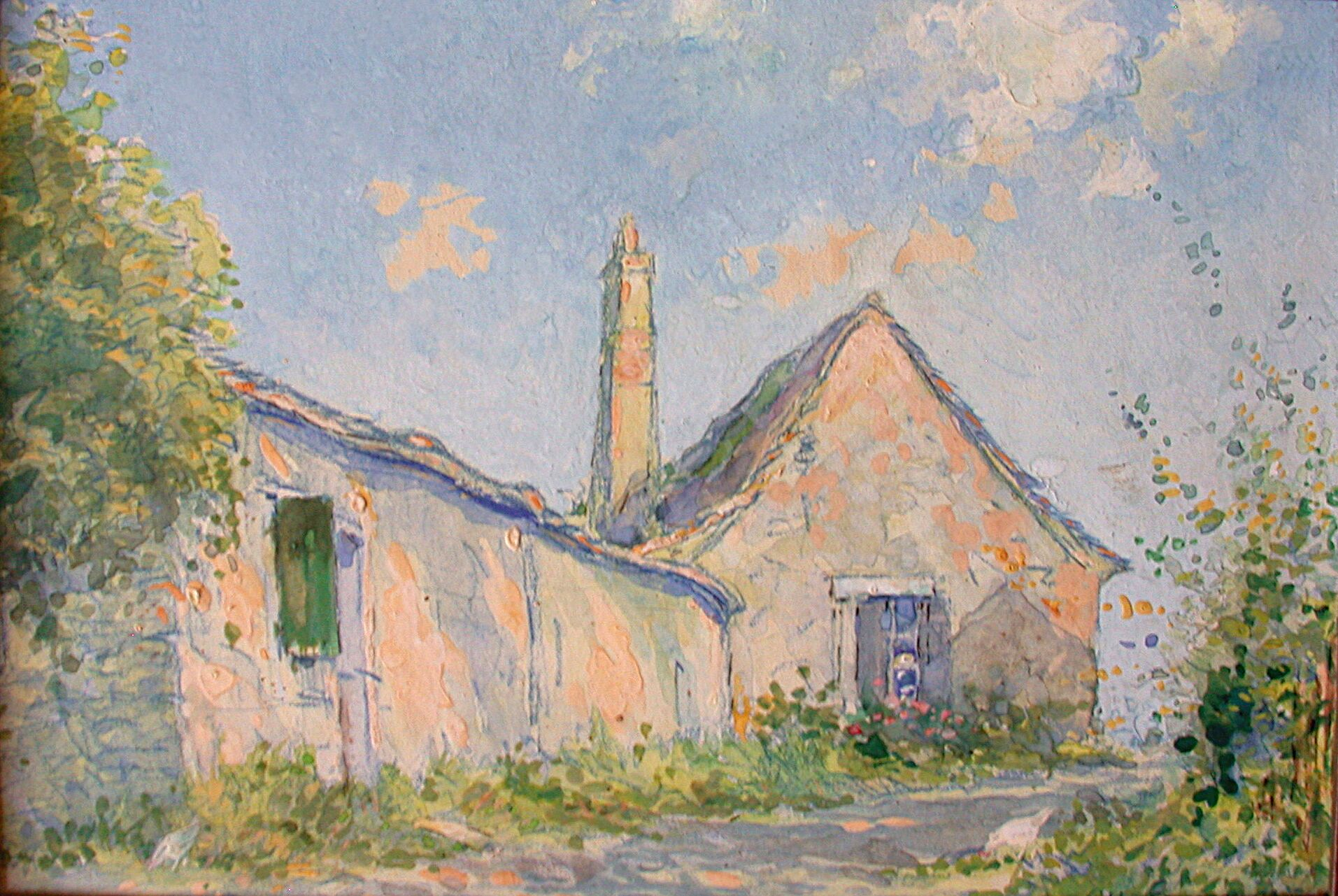
Les Pâques (1936), huile sur toile, collection privée, attribué à Félix Fournery.